# Денисенко, Юлия Михайловна
Юлия Михайловна Денисенко (род. 14 октября 1989, Могилёв) — белорусская футболистка, полузащитник ЖФК «Днепр-Могилёв».

## Клубная карьера
В 2005 году играла в дубле ЖФК «Надежда» (Могилёв). Футбольную карьеру начала в 2010 году в «Надежде-СДЮШОР № 7». Дебютировала за могилёвский клуб 10 апреля 2010 в победном (6:0) домашнем поединке первого тура Чемпионата Белоруссии против «Виктории» (Вороново). Юлия вышла на поле в стартовом составе, а на 61-й минуте её заменила Галина Селивестрова. Дебютным голом за «Надежду» отметилась 5 мая 2010 года на 77-й минуте победного (7:0) выездного матча 5-го тура чемпионата Белоруссии против «Молодечно». Денисенко вышла на поле на 60-й минуте, заменив Галину Селивестрову. В команде сыграла два сезона, отметилась 3 голами в 46 матчах чемпионата.
В 2012 году уехала на Украину, где подписала контракт с «Жилстроем-1». Дебютировала за харьковский клуб 9 мая 2012 года в победном (4:1) выездном поединке 3-го тура высшей лиги против «Атекс-СДЮШОР-16». Юлия вышла на поле на 64-й минуте, заменив Ирину Шундровскую. Дебютным голом за «Жилстрой-1» отметилась 22 сентября 2012 на 71-й минуте победного (9:1) домашнего поединка 13-го тура высшей лиги против «Ильичёвки». Денисенко вышла на поле в стартовом составе и сыграла весь матч. В футболке «Жилстроя» четыре раза становилась победительницей чемпионата Украины и трижды выигрывала кубок Украины. Всего же в футболке харьковского клуба в чемпионатах Украины сыграла 34 матча и отметилась четырьмя голами.
В 2016 году вернулась в Белоруссию, где вместе со своей сестрой подписала контракт с «Надеждой-СДЮШОР № 7» (Могилёв). Дебютировала за могилёвский коллектив 17 апреля 2016 в победном (4:0) выездном поединке 1-го тура премьер-лиги против «Немана». Юлия вышла на поле на 57-й минуте, заменив Веру Любенкову. В команде сыграла один сезон, за это время в чемпионате Белоруссии провела 17 матчей, забитыми мячами не отличалась.
В марте 2017 вместе с сестрой перешла в «Зорку-БДУ». Дебютировала за новую команду 23 апреля 2017 в проигранном (1:3) выездном поединке первого тура Чемпионата Белоруссии против «Минска». Юлия вышла на поле в стартовом составе и отыграла весь матч. Дебютными мячами за «Зорку-БДУ» отметилась 3 июня 2017 на 62-й и 83-й минутах победного (8:0) домашнего поединка 7-го тура Чемпионата Белоруссии против «Надежды-СДЮШОР № 7». Денисенко вышла на поле на 46-й минуте, заменив Татьяну Маркушевскую. В команде провела один сезон, за это время в чемпионате отметилась двумя голами в 14 матчах.
Перед началом сезона 2018 году вернулась в «Надежду-СДЮШОР № 7». Дебютировала за могилёвский коллектив 16 апреля 2018 в проигранном (0:10) выездном поединке первого тура Чемпионата Белоруссии против минского РГУОРа. Юлия вышла на поле в стартовом составе и отыграла весь матч. Дебютным голом за «новую-старую» команду отметилась 21 апреля 2018 на 24-й минуте победного (3:0) выездного матча второго тура чемпионата против «Славянки». Денисенко вышла на поле в стартовом составе и отыграла весь матч, а на 75-й минуте получила жёлтую карточку.

## Карьера в сборной
Вызывалась в состав национальной сборной Беларуси. Единственный матч за сборную сыграла 21 сентября 2013 в выездном поединке квалификации чемпионата мира против Англии, в котором белоруски потерпели разгромное поражение — 0:6. Юлия вышла на футбольное поле на 85-й минуте, заменив Светлану Асташеву.

## Личная жизнь
У Юлии есть сестра-близнец Анна, также футболистка, которая выступала, в частности, за «Жилстрой-1».

## Достижения
- Чемпионат Украины
  - Чемпион (4): 2012, 2013, 2014, 2015
- Кубок Украины
  - Обладатель (1): 2013, 2014, 2015
- Премьер-лига
  - Вице-чемпион (1): 2017
- Кубок Беларуси
  - Финалист (1): 2017
- Суперкубок Беларуси
  - Обладатель (1): 2017

## Мини-футбол
В составе команд Надежда-СДЮШОР-7 (Могилёв) и Славянка (Минск) выступала в женском чемпионате Белоруссии по мини-футболу.